# Transportador de zinc ZIP4
El transportador de zinc ZIP4 es la principal proteína transportadora y procesadora dietética de zinc que está codificada en humanos por el gen SLC39A4 del cromosoma 8 y que actúa como uniportador en las membranas apicales digestivas absortivas, principalmente en las microvellosidades de los enterocitos del yeyuno e íleon, también de la membrana plasmática de las células beta de los islotes pancreáticos, de las células de Sertoli de la barrera hematotesticular y en el endotelio capilar de la barrera hematoencefálica y de los plexos coroideos que lo transportan al sistema nervioso central.

## Descripción genética y molecular
El transportador de zinc ZIP4 es una proteína transmembrana que está codificada por el gen SLC39A4 del cromosoma 8 en la posición del brazo largo q24.3 y está estrechamente relacionado con el otro transportador ZIP12 ubicado en otro cromosoma, ya que comparte el 31 por ciento de sus aminoácidos.
Consta de 8 dominios transmembrana con un carbono terminal extracelular, esto quiere decir que presenta ocho hélices transmembrana o bien TM, para formar un haz apretado interno con TM2, TM4, TM5 y TM7, mientras las restantes TM1, TM3, TM6 y TM8 las rodean externamente. La hélice TM2 contiene un dominio de 36 aminoácidos con un pliegue unido a una prolina, mientras que TM4 y TM5 están doblados debido a residuos de prolina en los sitios de unión al zinc. La estructura es simétrica, con TM1/TM3 y TM6/TM8 relacionados por un doble eje casi paralelo al plano de la membrana plasmática, y por último, las hélices TM4 y TM5 también parecen estar relacionados simétricamente.

## Función biológica
El transportador ZIP4 es el principal transportador de zinc en las membranas plasmáticas apicales digestivas absortivas, principalmente en las  microvellosidades de los enterocitos del yeyuno e íleon, aunque también se expresa en el colon y el ciego (y ante un déficit de zinc además en el estómago), que lo introducen desde los alimentos de la luz intestinal al interior celular.
Además se expresa en la membrana plasmática de los linfocitos B y T, de los osteoblastos y osteocitos encargados de la formación de la matriz ósea, de los odontoblastos que sintetizan la dentina de los dientes, de las células de Sertoli que conforman la barrera hematotesticular (BHT), separando los vasos sanguíneos de los túbulos seminíferos del testículo, y en las membranas de las células beta de los islotes pancreáticos (su endotelio capilar es fenestrado y por tanto permeable al zinc y a otro iones) y poder introducirse, gracias a los transportadores  ZnT8, en los gránulos de insulina, consiguiendo de esta manera la conformación hexamérica necesaria de dicha hormona.
También está presente en el endotelio capilar de la barrera hematoencefálica y de los plexos coroideos para captarlo desde la sangre y, gracias a los transportadores ZIP10 y ZIP1 de las células de dicha barrera, del epitelio coroideo y de las ependimarias ventriculares cerebrales, llevarlo al líquido cefalorraquídeo y al sistema nervioso central y conseguir así la concentración óptima en el humano adulto que es alrededor de 10 mg/g de tejido (y una concentración intraneuronal de aproximadamente 150 mM) estando en el cerebro el 80% del total como la forma inactiva ya que está unido a proteínas de reserva o tioneínas, el 20% restante se encuentra en forma libre, de los cuales el 10% está en el espacio interneuronal principalmente del hipocampo, también en la corteza cerebral, el cuerpo amigdalino y el bulbo olfatorio, y el otro 10% gracias a los transportadores ZnT3, está dentro de las vesículas sinápticas de las neuronas glutamatérgicas.

## Enfermedades asociadas y tratamiento
Algunas diferencias en el código genético del transportador ZIP4 de algunos alelos pueden afectar la eficiencia de su captación en diferentes poblaciones humanas mundiales hasta llegar a un déficit de absorción de zinc. Este se manifiesta clínicamente por el adelgazamiento, la anafrodisia, la dermatitis seborreica, el acné y la hiperplasia sebácea que actualmente se tratan en los casos más severos con isotretinoína por vía oral, recetada y bajo vigilancia médica.
Ante el postcoito o las situaciones de estrés y de frustración, se manifiesta con la inapetencia, la disforia poscoital si es el caso con ansiedad e irritabilidad, y todas finalmente llevan al resurgimiento de un alter ego con depresión intercalado con brote psicótico (similar a la depresión psicótica) con trastorno persecutorio que puede ser exacerbada y más frecuente por la toma de la citada isotretinoína, cuyos efectos adversos pueden empeorar si se complementa con vitamina A, pero que revierten a las 24 horas comiendo si es posible solo carnes u ostras que son ricas en zinc, a las 12 horas con la administración de 15 mg/día de sulfato de zinc por vía oral —con una rodaja de pan por la mañana bastaría para no tener el estómago vacío y evitar los alimentos ricos en antinutrientes, como la fibra vegetal, el ácido fítico, los oxalatos y los taninos— o bien a las 6 horas con 20 mg/día de bisglicinato de zinc por vía oral —ya que se absorbe en el intestino delgado a través de transportadores de aminoácidos neutros, como el BOAT1 codificado por el gen SLC6A19 y cuya mutación causa la enfermedad de Hartnup, el trasportador A por el gen SLC1A4 y el SNAT5 por el gen SLC38A5— y ambas también producen mejorías de los síntomas del TDAH, luego de administrarse durante tres meses. Además se da en los perros, principalmente en razas malamute de Alaska, husky siberiano y sus mestizos.
Por una mutación que tiene una incidencia de 1 en 500.000 neonatos humanos, trae como consecuencia una deficiencia severa medible o la ausencia de absorción de zinc, provocando en los niños la acrodermatitis enteropática, cuyo tratamiento es el sulfato de zinc endovenoso administrado por prescripción y bajo vigilancia médica, y también ocurre en animales destetados, principalmente la acrodermatitis letal de los bull terrier y los perros mestizos de dicha raza.